# غانغا زومبا
غانغا زومبا (بالبرتغالية: Ganga Zumba‏) كان أول زعيمٍ مسلم الديانة لمستوطنة العبيد الهاربين الكبيرة في كويلومبو دوس بالميرس (أو أنغولا غانغا) والتي تُعرف اليوم باسم ولاية ألاغواس في بالبرازيل. كان زومبا عبدًا هاربًا من مزرعةٍ للسكر، وفي النهاية وصل إلى أعلى منصبٍ في مملكة بالميرس، حيثُ لقب بغانغا زومبا. على الرغم من أن بعض الوثائق البرتغالية تعتبر غانغا زومبا اسمه الحقيقي وهو مستخدم على نطاقٍ واسع، إلا أنَّ أحد أهم الوثائق تترجم الاسم إلى السيد العظيم.